# Supermarine P.B.31E Nighthawk
Supermarine P.B.31E Nighthawk byl prototyp britského stíhacího letounu z období první světové války.

## Vývoj
Mohutný dvoumotorový čtyřplošník pro tři až pětičlennou osádku měl sloužit v boji s německými vzducholoděmi. Konstrukce navazovala na předchozí (nepříliš zdařený) typ Pemberton Billing P.B.29E. Jeho hlavní předností měla být především vytrvalost, která dosahovala až 18 hodin — plánovalo se, že stroj by měl dlouhé hodiny hlídkovat na předpokládaných příletových trasách německých vzducholodí. Ostatně obratnost by ani pro boj proti vzducholodím nebyla příliš nutná, ovšem horší bylo že stroj nebyl příliš rychlý a nevynikal ani dostupem či stoupavostí. Mohl by tedy být jen těžko nasazen proti pronikajícím zepelínům, které by mohly prostě jen vystoupat do větší výšky.
Stroj byl vyroben jen v jediném prototypu, druhý nebyl dokončen. Byl poháněn dvěma dvouhvězdicovými desetiválci British Anzani, umístěnými mezi středními páry křídel. Výzbroj tvořily dva pohyblivé kulomety a kanón umístěný nad horními křídly.

## Specifikace
Data podle článku Supermarine P.B.31E Night Hawk

### Technické údaje
- Osádka:
- Rozpětí: 18,28 m
- Délka: 11,27 m
- Výška: 5,39 m
- Nosná plocha: 89,37 m²
- Hmotnost prázdného letounu: 1667 kg
- Vzletová hmotnost: 2787 kg
- Pohonná jednotka: 2 × Anzani (British), 100 hp o výkonu 75 kW (100 k)

### Výkony
- Maximální rychlost: 121 km/h
- Čas výstupu do 3050 m: 60 minut
- Vytrvalost: 9 hodin (maximálně 18 hodin)

### Výzbroj
- 2 × pohyblivý kulomet Lewis ráže 7,7 mm
- 1 × pohyblivý 1½ liberní bezzákluzový kanón Davis